# Grand Prix a la muntanya dels invents
Flåklypa Grand Prix (estrenada amb el títol anglès "Pinchcliffe Grand Prix") és una pel·lícula noruega dirigida per Ivo Caprino, estrenada el 1975, basada en uns personatges d'una sèrie de llibres del dibuixant noruec Kjell Aukrust. És la pel·lícula noruega més àmpliament vista de tot el temps, havent venut aproximadament 5,5 milions d'entrades a una població que actualment només té 4,7 milions d'habitants.
A Catalunya es va projectar, doblada al català, com a Grand Prix a la muntanya dels invents.

## Argument
A la ciutat de Flåklypa, l'inventor Reodor Felgen viu amb els seus amics animals Ludvig (un eriçó nerviós, pessimista i malenconiós) i Solan (una garça alegre i optimista). Reodor treballa reparant bicicletes, encara que passa gran part del seu temps inventant estranys Dispositius de Goldberg. Un dia, el trio descobreix que un dels anteriors ajudants de Reolor, Rudolf Blodstrupmoen, ha robat el seu disseny per a un motor de cotxes de carreres i ha esdevingut un campió mundial de Fórmula 1. Solan assegura finançament d'un xeic àrab del petroli que resulta estar de vacances a Flåklypa, i per participar en la carrera, el trio construeix un cotxe de competició gegantí: Il Tempo Gigante-, una construcció fabulosa amb dos motors extremadament grans (pesen 2.3 tones i provocant un terratrèmol a Bergen de magnitud 7,8 en l'escala de Richter quan arrenca la primera vegada), un cos fet de coure, un radar (útil quan Blodstrupmoen participa en una guerra de fum durant la cursa) i el seu propi banc de sang. Reodor acaba vencent malgrat els intents de sabotatge de Blodstrupmoen.

## Història
El 1970, l'Ivo Caprino i el seu petit equip de col·laboradors van començar a treballar a una programa especial per la TV de 25 minuts, que es convertiria finalment en  Flåklypa Gran Prix . L'especial era una recollida d'esquetxos basada en els llibres d'Aukrust, sense continuïtat amb la història real. Després d'un any i mig de feina de, es va decidir no fer-ho en la seva totalitat, i així l'especial de la TV es va aturar (amb l'excepció d'alguns clips curts, cap material ha estat vist pel públic), i Caprino i Aukrust en canvi van escriure un guió cinematogràfic per a un llargmetratge que feia
a servir els personatges i ambients que ja s'havien construït.
La pel·lícula es va fer en 3 anys i mig per un equip de 5 persones: Caprino la va dirigir; Bjarne Sandemose (El col·laborador principal de Caprino a la seva carrera) va construir la majoria dels suports, jocs i cotxes i era al càrrec dels aspectes tècnics de la pel·lícula; Ingeborg Riiser va dissenyar els titelles i Gerd Alfsen va fer els vestits. Charley Patey era el càmera.
Quan es va estrenar el 1975,  Flåklypa Gran Prix  va ser un èxit enorme a Noruega, venent 1 milió d'entrades durant el seu primer any d'emissió. Això va suposar la taquilla més gran de tots els temps a Noruega (L'estudis Caprino Studios han declarat vendre 5,5 milions d'entrades fins avui) i també es va estrenar a molts altres països. La pel·lícula es va projectar a cinemes tots els dies de la setmana durant 28 anys, des de 1975 fins a 2003, principalment a Noruega, Moscou i Tòquio.

## Al voltant de la pel·lícula

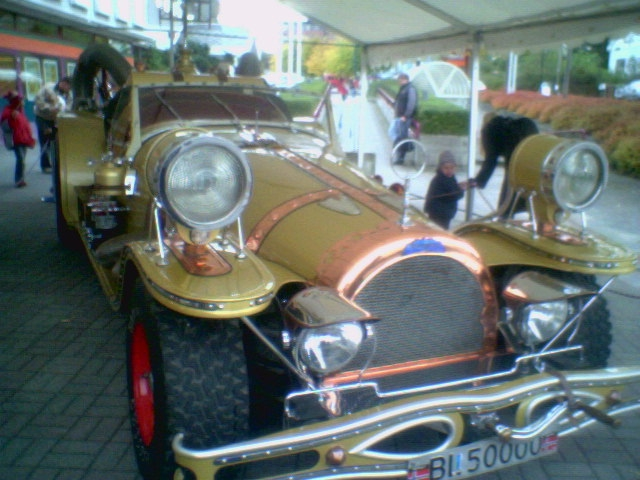
Rèplica a escala total d'Il Tempo Gigante

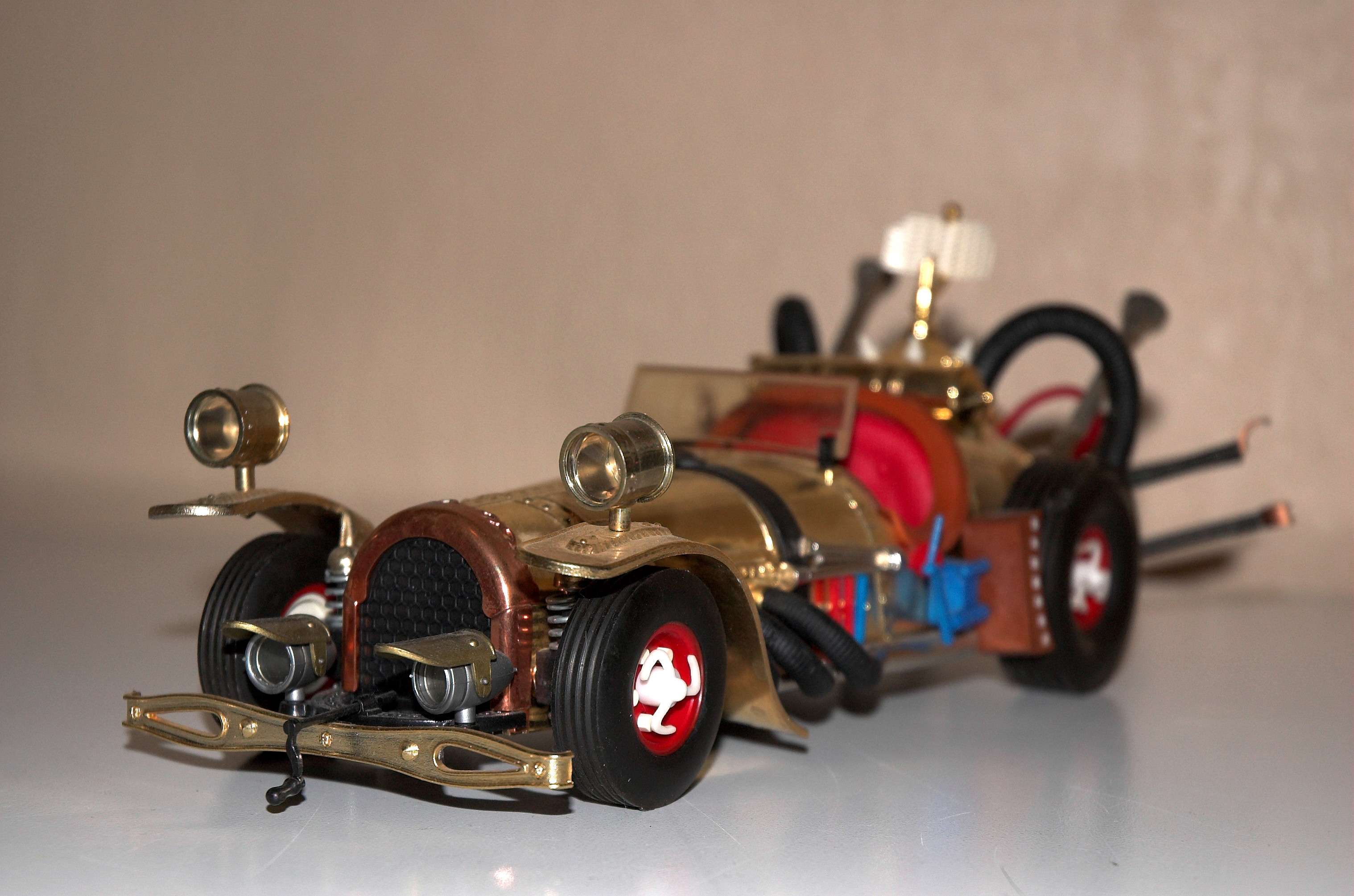
Model d'Il Tempo Gigante

- Un cotxe real  Il tempo gigante  va ser utilitzat per promoure la pel·lícula, per exemple al voltant del Hockenheimring.[3] El cotxe té uns 550 cavalls i un motor de reacció que es pot utilitzar si es vol, però a causa de les restriccions de la Comunitat Europea el vehicle a penes s'utilitza excepte per a cameos de TV exclusius.
- La muntanya de Flåklypa és una versió estilitzada d'una muntanya real on, prou irònicament, la vall de sota s'anomena Flåklypa. Es creu que els personatges són caricatures de persones reals.
- La versió doblada a l'anglès es va estrenar al Regne Unit, on es va titular Pinchcliffe Gran Prix. Els noms dels personatges es van anglificar - Reodor Felgen en Theodor Rimspoke, Solan en Sonny Duckworth, Ludvig esdevingué Lambert i Rudolf Blodstrupmoen com a Rudolph Gore-Slimey. Aquesta versió presentava la veu del conegut comentarista de Fórmula 1 Murray Walker. Hi ha també una versió pels Estats Units.
- El 2005 va sortir un nou DVD, digitalment restaurat, amb les bandes sonores i subtítols en 5 llengües.
- El 2001 va sortir un videojoc basat en la pel·lícula. El joc va ser produït pel fill de Caprino Remo, mentre el seu net Mario era el cap de programació. El cap dissenyador era Joe Dever.
- La matricula "HB 4596" és una referència a la destil·lació casolana d'alcohol (moonshine). HB significa "hjemmebrent" (destil·lació a casa) i 45 i 96 és el percentatge d'alcohol. Un 45% és el que té l'alcohol de les botigues i un 96% és l'objectiu dels destil·ladors casolans.
- El cognom del xeic Ben Redic Fy Fazan és una suau profanació de d'una exclamació noruega.
- La pel·lícula es va projectar cada nit de Nadal a Noruega durant uns quants anys (fins a un canvi de canal de NRK a TV 2 (Noruega) que es va passar al 23 de desembre). Kjell Aukrust va morir el 24 de desembre del 2002. (A Escandinàvia, la nit de Nadal és més important que el dia de Nadal)
- L'escena dels escacs es va fer servir com a exemple de joc especialment intel·ligent al llibre introductori d'escacs de Simen Agdestein.

## Altres pel·lícules del mateix univers
- Solan, Ludvig og Gurin med Reverumpa (1998)
- Solan og Ludvig – Jul i Flåklypa (2013)
- Solan og Ludvig - Herfra til Flåklypa (2015)
- Solan & Eri: Missió a la Lluna (2018)